# Гоен-Зюльцен
Гоен-Зюльцен (нім. Hohen-Sülzen) — громада в Німеччині, розташована в землі Рейнланд-Пфальц. Входить до складу району Альцай-Вормс. Складова частина об'єднання громад Монсгайм.
Площа — 3,78 км2. Населення становить 726 ос. (станом на 31 грудня 2020).